# Silent Pictures
『Silent Pictures』（サイレント ピクチャーズ）は、sacraのメジャー1枚目のオリジナル・アルバム。

## 概要
sacraメジャー・デビュー後、初のオリジナル・アルバム。
DVD付2枚組と、通常盤の2種類が存在する。DVDには、小栗旬主演で西原亜希・田中圭らが出演する『Spring Story』と、sacraのライヴ映像『Live at HEART LAND STUDIO』が収録。

## 収録曲
ディスク1（CD)
- 全作詞:木谷雅

1. Silent Pivture - part.1 -
2. i want love
3. 24
4. イエスタデイ
作曲：木谷雅、編曲：平川達也・sacra
5. identity
作曲：木谷雅、編曲：平川達也・sacra
6. アニメ『陸奥圓明流外伝 修羅の刻』オープニングテーマ
7. get back, go home
8. 二人の影
9. Desire
10. lonely vacation
11. 晴レワタル空
12. vain rainbow
13. 月光と仮面
14. 解放宣言
15. ニライカナイ
16. Silent Picture～part.2～
17. イエスタデイ～Naked Version～

ディスク2 （DVD)
1. Spring Story（sacra オリジナルドラマ60分）
2. LIVE at HEART LAND